# Reiden
Reiden ist eine politische Gemeinde im Wahlkreis Willisau des Kantons Luzern in der Schweiz.
Per 1. Januar 2006 hat sich die alte Gemeinde Reiden (3980 Einwohner, 11,28 km²) mit den Gemeinden Langnau bei Reiden und Richenthal zur neuen Gemeinde Reiden zusammengeschlossen.

## Geographie

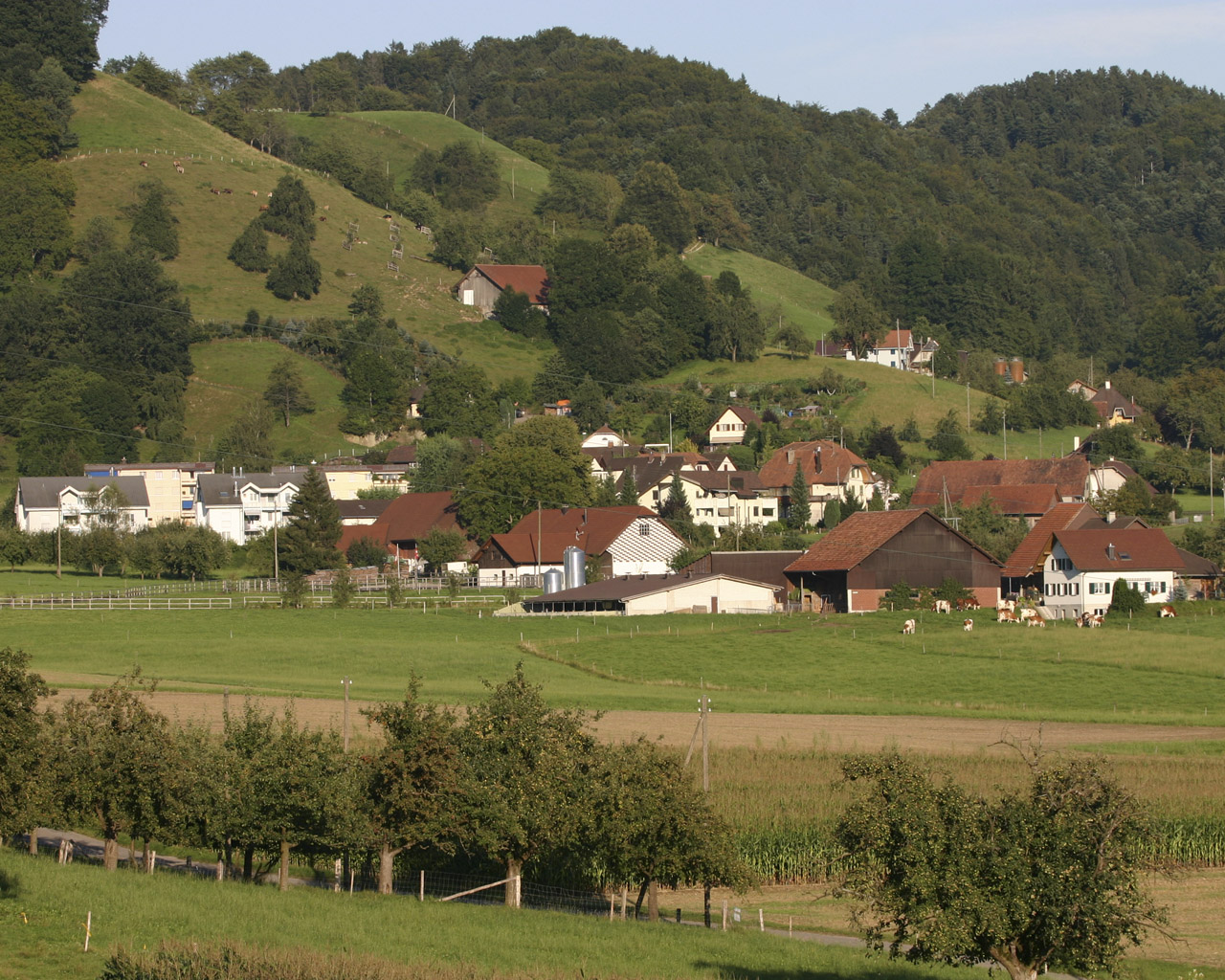
Reidermoos

Reiden ist ein Ort im unteren Wiggertal und liegt östlich der Wigger an der Kantonsgrenze zum Kanton Aargau. Das Dorf ist in den letzten Jahrzehnten stark gewachsen und umfasst nun auch die früheren Weiler und Gehöfte Unterdorf, Bifang, Unterwasser, Sonnhalden, Hinterberg und Oberdorf. Südlich des Dorfs erhebt sich die teilweise bewaldete Höchflue (559 m ü. M.). Östlich des Dorfs liegt der Lusberg (632 m ü. M.). Das Verbindungsstück zwischen diesen beiden Höhen bildet der Ehag (682 m ü. M.), welcher fast ganz vom Sertelwald bedeckt ist. Die zweitgrösste Siedlung der Gemeinde ist das 1,4 km nordnordöstlich vom Dorf liegende Reidermoos (490 m ü. M.), welche mit dem nördlich von ihm liegenden Weiler Klempen (500 m ü. M.) zusammengewachsen ist. Nördlich dieser beiden Ortsteile befindet sich der stark bewaldete Chlämpeberg, der eine maximale Höhe von 651 m ü. M. erreicht. Sonst gibt es nur noch Häusergruppen und Einzelgehöfte auf Gemeindegebiet.
Die Südgrenze führt von der Wigger über den Ehag bis zur Uerke weiter östlich. Dieser Grenzbach bildet zugleich die Ostgrenze der Gemeinde. Bei Moosersagi (Gemeinde Wikon) verlässt die Gemeindegrenze die Uerke, dreht nach Westen ab und führt über den Chlämpeberg, den Fuchshubel (656 m ü. M.) und den nordwestlich von diesem liegenden Birchberg (629 m ü. M.) zurück zur Wigger. Diese bildet teilweise die Westgrenze.
Der Grossteil des Gemeindeareals östlich von Reidermoos besteht aus diversen Waldgebieten. Das grösste ausser den bereits erwähnten ist der Tannwald im Osten der Gemeinde. Darum verwundert es auch wenig, dass 37,1 % des Gemeindegebiets von Wald und Gehölz bedeckt sind (Stand 2015/16). Das flache Gebiet um Reiden und Reidermoos wird entweder landwirtschaftlich genutzt (50,5 %) oder ist Siedlungsfläche (12,0 %).
Für die Gemeindeteile auf Gebiet der ehemaligen Gemeinden Richenthal und Langnau bei Reiden siehe die Beschreibungen dort.
Reiden grenzt an Altishofen, Dagmersellen, Grossdietwil, Pfaffnau, Triengen und Wikon im Kanton Luzern sowie an die aargauischen Gemeinden Brittnau und Reitnau.

## Bevölkerung
| Bevölkerungsentwicklung | Bevölkerungsentwicklung |
| Jahr                    | Einwohner               |
| ----------------------- | ----------------------- |
| 1798                    | 1100                    |
| 1850                    | 1685                    |
| 1870                    | 1637                    |
| 1888                    | 1437                    |
| 1960                    | 2795                    |
| 1970                    | 3275                    |
| 1980                    | 3363                    |
| 1990                    | 3770                    |
| 2000                    | 4090                    |
| 2004                    | 3980                    |
| 2008                    | 6336                    |
| 2011                    | 6595                    |
| 2014                    | 6813                    |
| 2015                    | 6867                    |

Die Zahl der Bewohner stieg von 1798 bis 1850 um rund die Hälfte (1798–1850: + 53,2 %). Von 1870 bis 1888 war auch Reiden von der Landflucht betroffen (1870–1888: − 12,2 %). Dann wuchs die Bevölkerung, abgesehen von den Stagnationsphasen 1910–1920, 1941–1950 und 1970–1980, ununterbrochen bis zum Jahr 2000. Zwischen 1888 und 1960 verdoppelte sich die Einwohnerzahl; in den darauf folgenden vierzig Jahren nochmals um rund die Hälfte. Seither stagniert sie.
In der nebenstehenden Tabelle sind die Einwohnerzahlen bis/mit 2004 die Zahlen der ehemaligen Gemeinde Reiden, ab 2008 inklusive Langnau bei Reiden und Richenthal.

### Sprachen
Die Bevölkerung benutzt als Alltagssprache eine hochalemannische Mundart. Bei der letzten Volkszählung im Jahr 2000 gaben 84,23 % Deutsch, 6,04 % Albanisch und 3,47 % Italienisch als Hauptsprache an.

### Religionen – Konfessionen
Früher waren alle Bewohner Mitglied der Römisch-Katholischen Kirche. Durch Kirchenaustritte und Zuwanderung aus anderen Regionen der Schweiz und dem Ausland hat sich dies geändert. Im Jahre 2000 sah die religiöse Zusammensetzung der Bevölkerung wie folgt aus: Es gab 65,1 % römisch-katholische, 16,8 % evangelisch-reformierte und 2,30 % orthodoxe Christen. Daneben fand man 8,1 % Muslime und 10 %, die anderen Religionsgemeinschaften angehörten oder konfessionslos waren.

### Herkunft – Nationalität
Ende 2022 waren von den 7415 Einwohnern 5381 Schweizer und 2034 (= 27,4 %) Ausländer. Die Einwohnerschaft bestand aus 72,6 % Schweizer Staatsbürgern. Ende 2022 stammten die ausländischen Einwohner aus dem Kosovo (312 Personen), Portugal (275), Nordmazedonien (251), Italien (231), Deutschland (204), Serbien (77), Spanien (37) und der Türkei (34). 416 Personen stammten aus dem übrigen Europa, und 197 waren aussereuropäischer Herkunft.

## Geschichte

Die Kommende Reiden, Stich von David Herrliberger

Luftbild (1957)

Wie Funde aus römischer Zeit andeuten, war die Gemeinde wahrscheinlich schon damals besiedelt. Der Ort wird erstmals indirekt genannt, als ein Walther von Reiden in einer Schenkungsurkunde des Ulrich von Eschenbach aus dem Jahr 1168 erwähnt wird. Der Ort geriet bereits früh unter die Herrschaft der Habsburger und gehörte von da an zu deren Grafschaft Willisau. Im Jahr 1407 kaufte die Stadt Luzern diese Grafschaft, und bis 1798 blieb Reiden ein Teil der luzernischen Landvogtei Willisau. Bis 1803 gehörte sie zum Distrikt Altishofen, danach zum neu geschaffenen Amt Willisau. Am 1. Januar 2006 fusionierten die Gemeinden Langnau bei Reiden, Richenthal und Reiden zu einer Gemeinde.

## Politik

### Gemeinderat
Der Gemeinderat Reiden besteht aus fünf Mitgliedern und ist wie folgt aufgestellt (Stand Juni 2025):
- Josua Müller (parteilos): Gemeindepräsident
- Renate Lang (Die Mitte): Finanzen und Sicherheit
- Bruno Geiser (SVP): Bildung, Kultur und Freizeit
- Marianne Schärli (Die Mitte): Soziales und Gesellschaft
- Willi Zürcher (FDP): Bau und Infrastruktur

### Kantonsratswahlen
Bei den Kantonsratswahlen 2023 des Kantons Luzern betrugen die Wähleranteile in Reiden: Mitte (mit JMitte und Mitte60+) 33,84 %, SVP 26,46 %, FDP 21,38 %, SP 10,33 %, glp 4,24 % und Grüne 3,76 %.

### Nationalratswahlen
Bei den Schweizer Parlamentswahlen 2023 betrugen die Wähleranteile in Reiden: SVP 32,7 %, Mitte 28,9 %, FDP 19,4 %, SP 7,7 %, glp 4,4 %, Grüne 4,2 %, übrige 2,6 %.

### Wappen
Das Wappen der Gemeinde Reiden ist »geteilt von Rot mit weissem Malteserkreuz und von Weiss mit schwarzem R«.

## Verkehr
Reiden liegt an der Strasse Luzern-Sursee-Zofingen-Olten-Basel, der sogenannten Baslerstrasse. Die Gemeinde hat einen eigenen Autobahnanschluss an der A2 2 km vom Dorfzentrum entfernt.

### Regionalverkehr
Reiden liegt an der Bahnlinie Luzern–Olten und hat einen eigenen Bahnhof. Bedient wird der durch den RE24 stündlich bedient sowie stündlich von der S29. Am Wochenende verkehrt ein Nachtzug nach Olten sowie Luzern.
- 24 Luzern – Sursee – Olten
- S 29 Sursee – Zofingen – Olten – Aarau – Wildegg – Brugg – Turgi
- 1 Bahnhof Olten – Aarburg Oftringen Bhf – Bahnhof Zofingen – Brittnau-Wikon Bhf – Reiden – Dagmersellen – Bahnhof Sursee – Emmenbrücke – Bahnhof Luzern

### Nahverkehr
Bedeutung hat die Gemeinde als Knotenpunkt zweier Buslinien der Gesellschaft Limmat Bus. Diese sind: Zofingen–Wikon–Reiden–Pfaffnau–Roggliswil–St. Urban und Zofingen–Wikon–Reiden–Richenthal.
- 608 St Urban Bahnhof – Altbüron – Roggliswil – Pfaffnau – Brittnau – Reiden
- 609 Zofingen Bahnhof – Wikon – Reiden Bahnhof – Richenthal

## Sehenswürdigkeiten

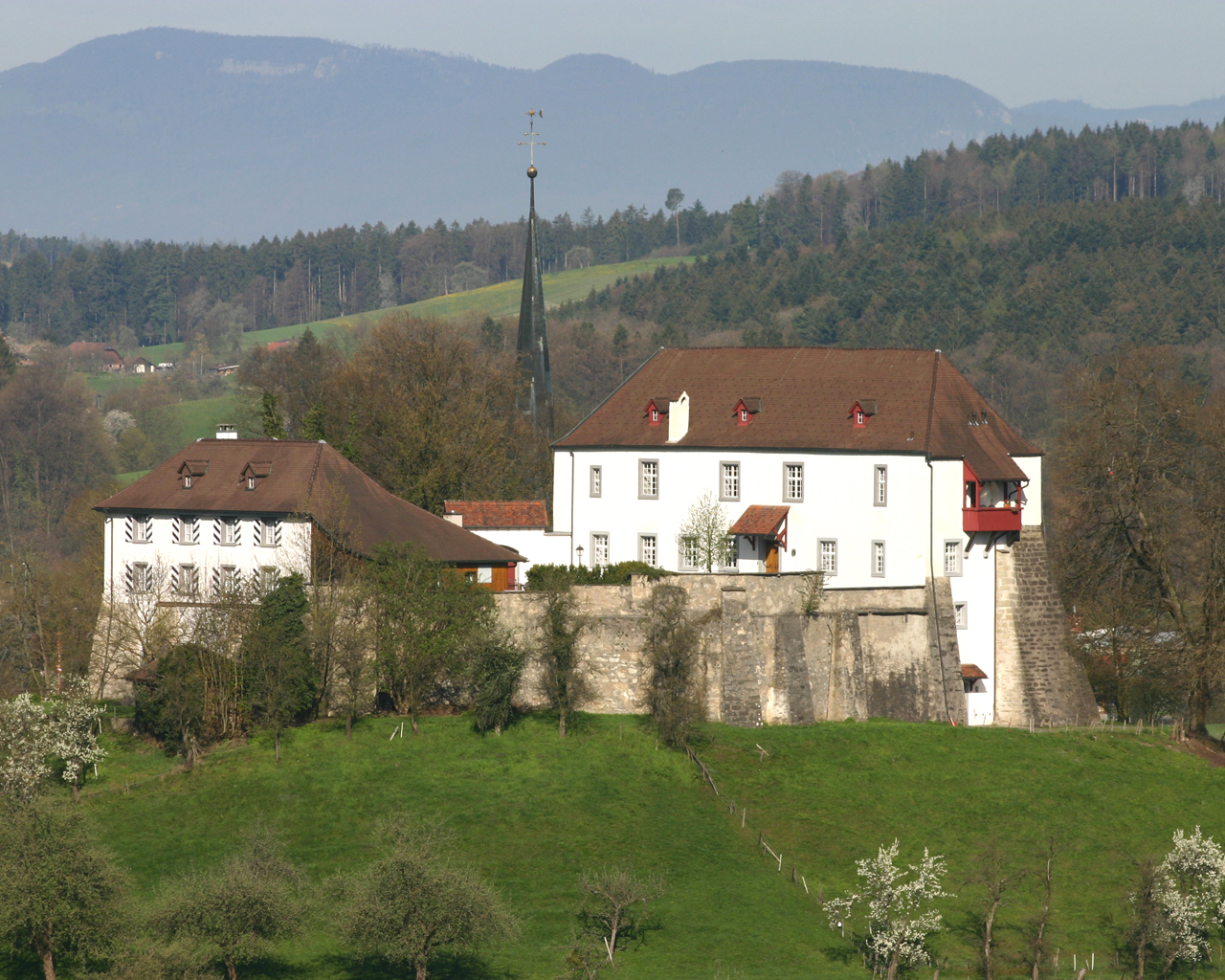
Johanniter-Kommende Reiden

- Johanniter-Kommende Johanniter-Kommende Reiden[11]
- Aecherli-Museum[12]
- Dorfmuseum Langnau-Mehlsecken[13]

## Bilder

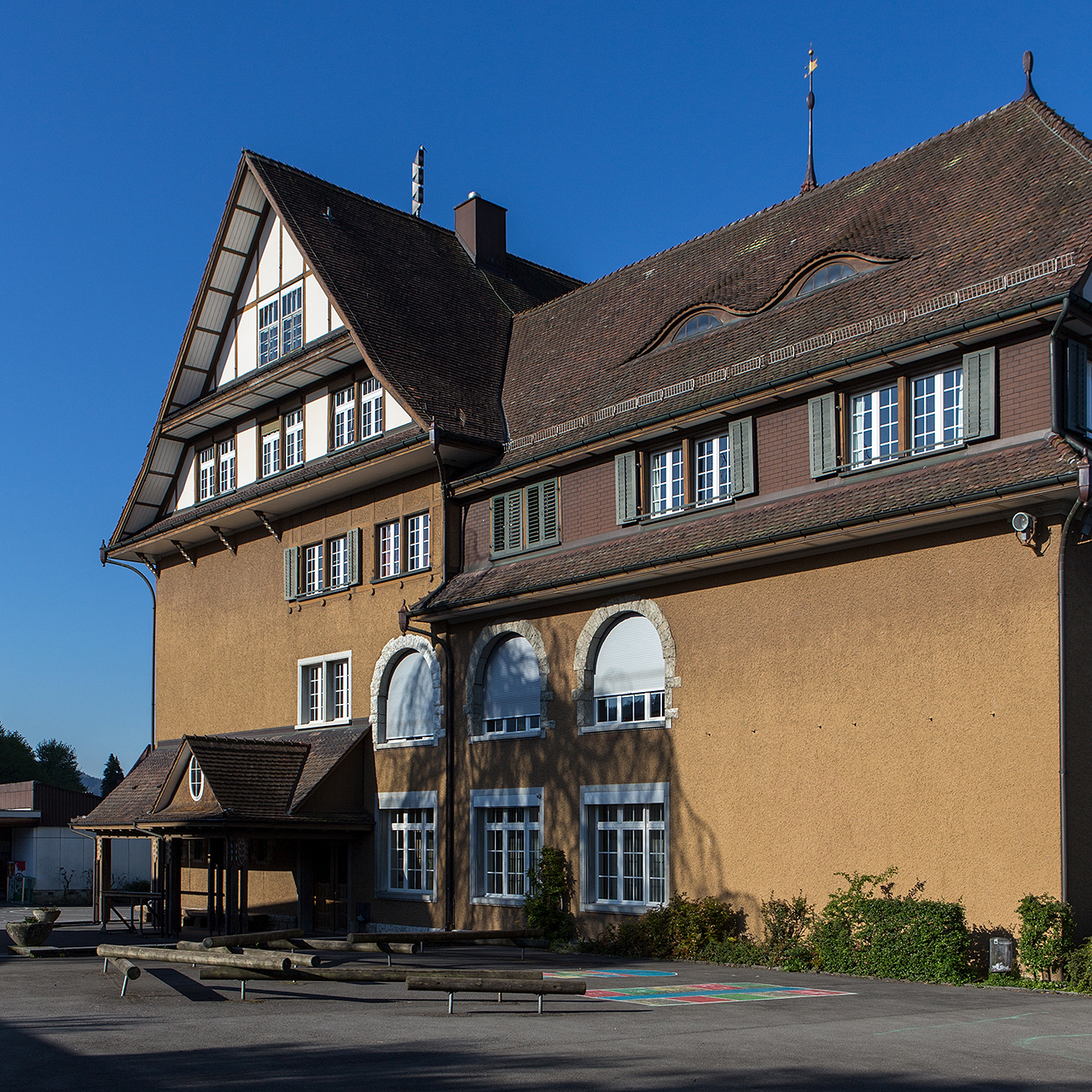
Schulhaus Pestalozzi
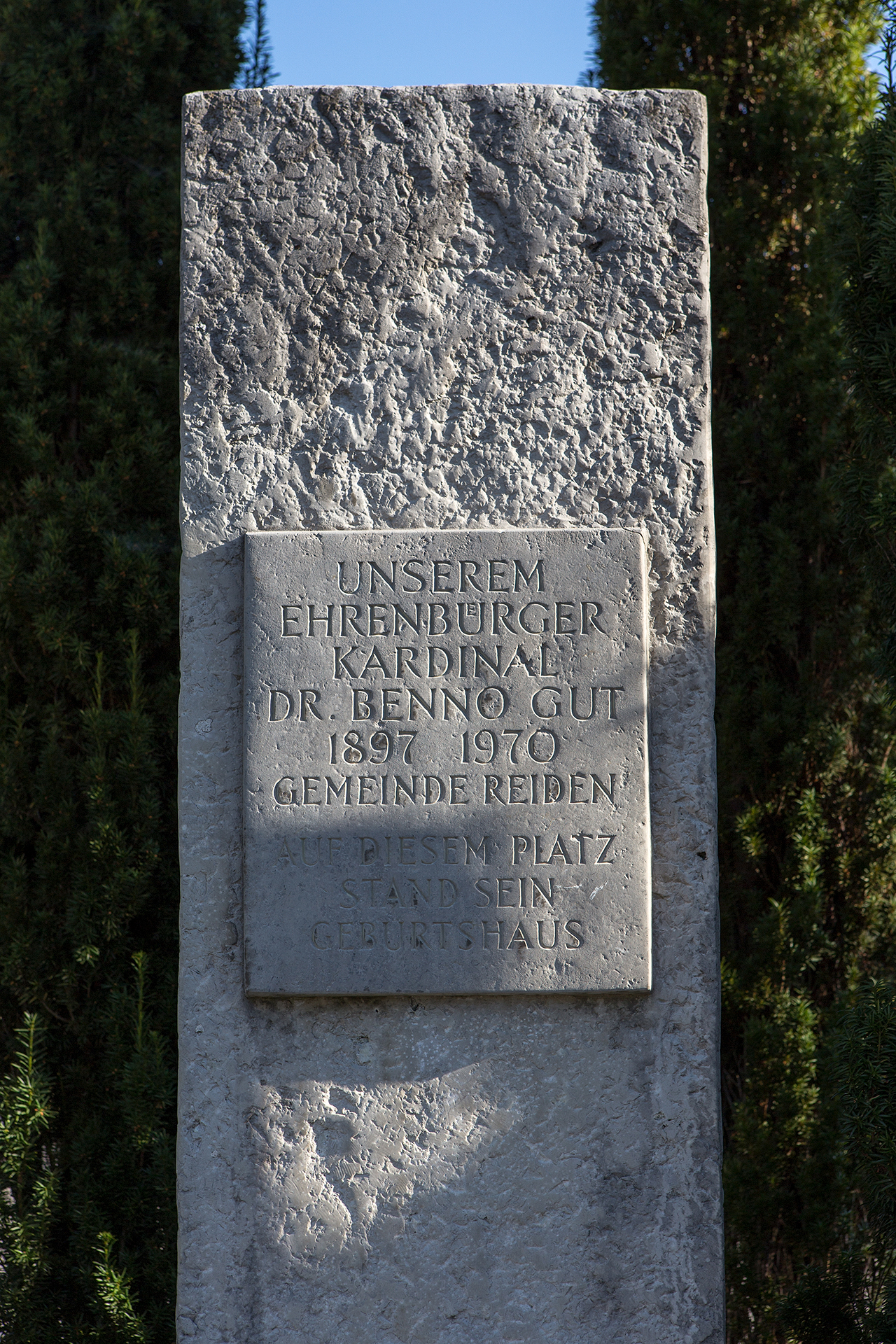
Gedenkstätte Kardinal Benno Gut
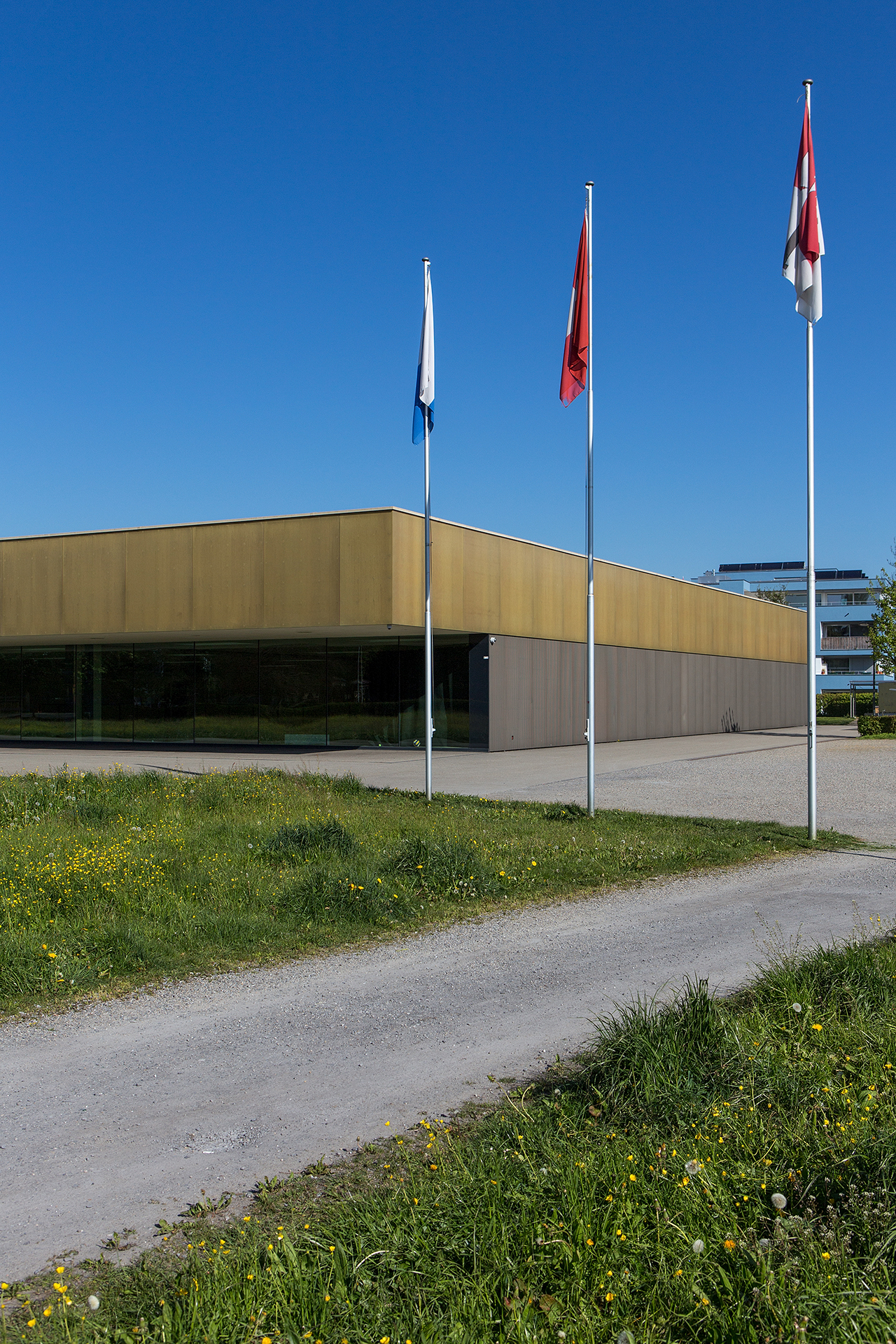
Johanniterhalle
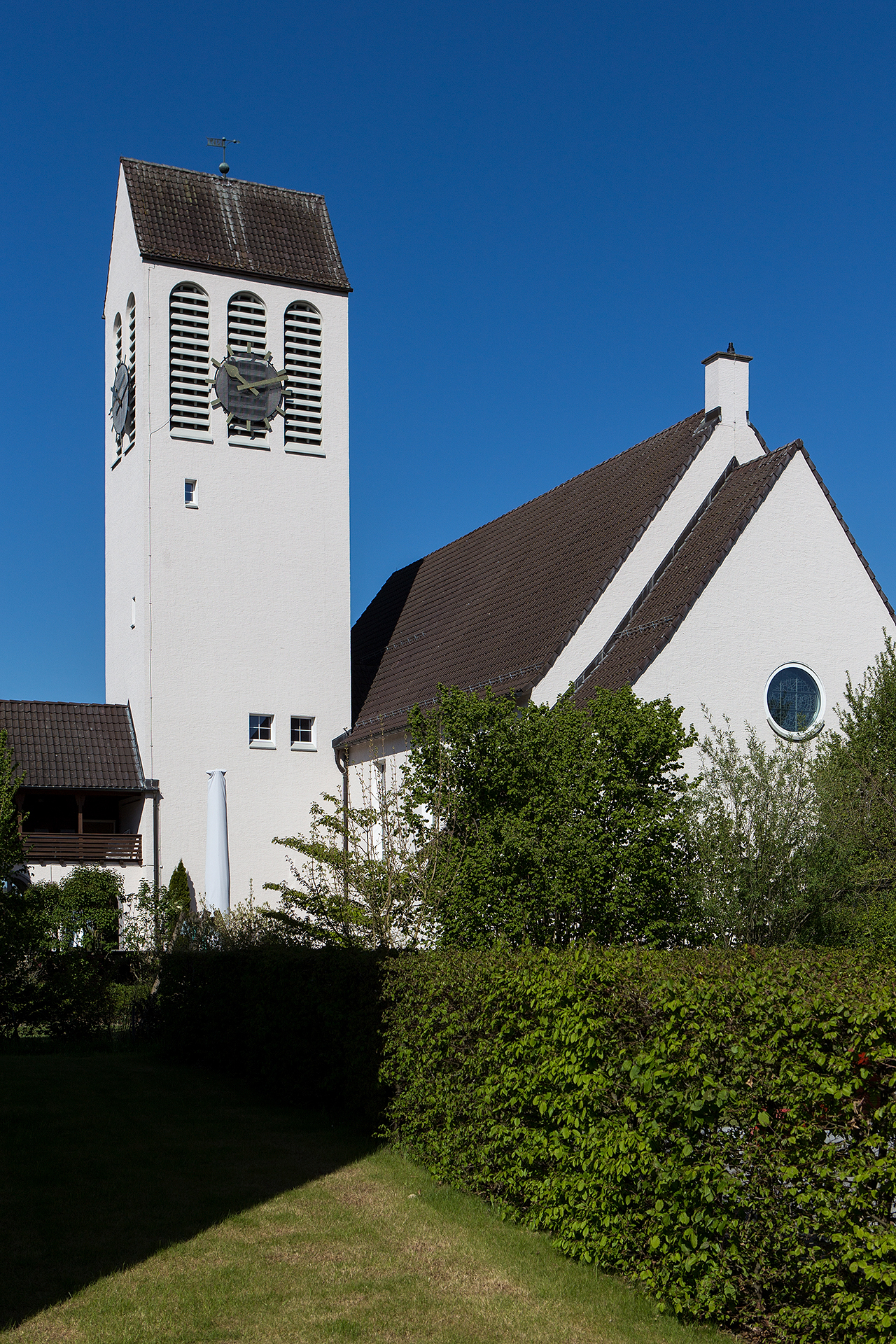
Reformierte Kirche
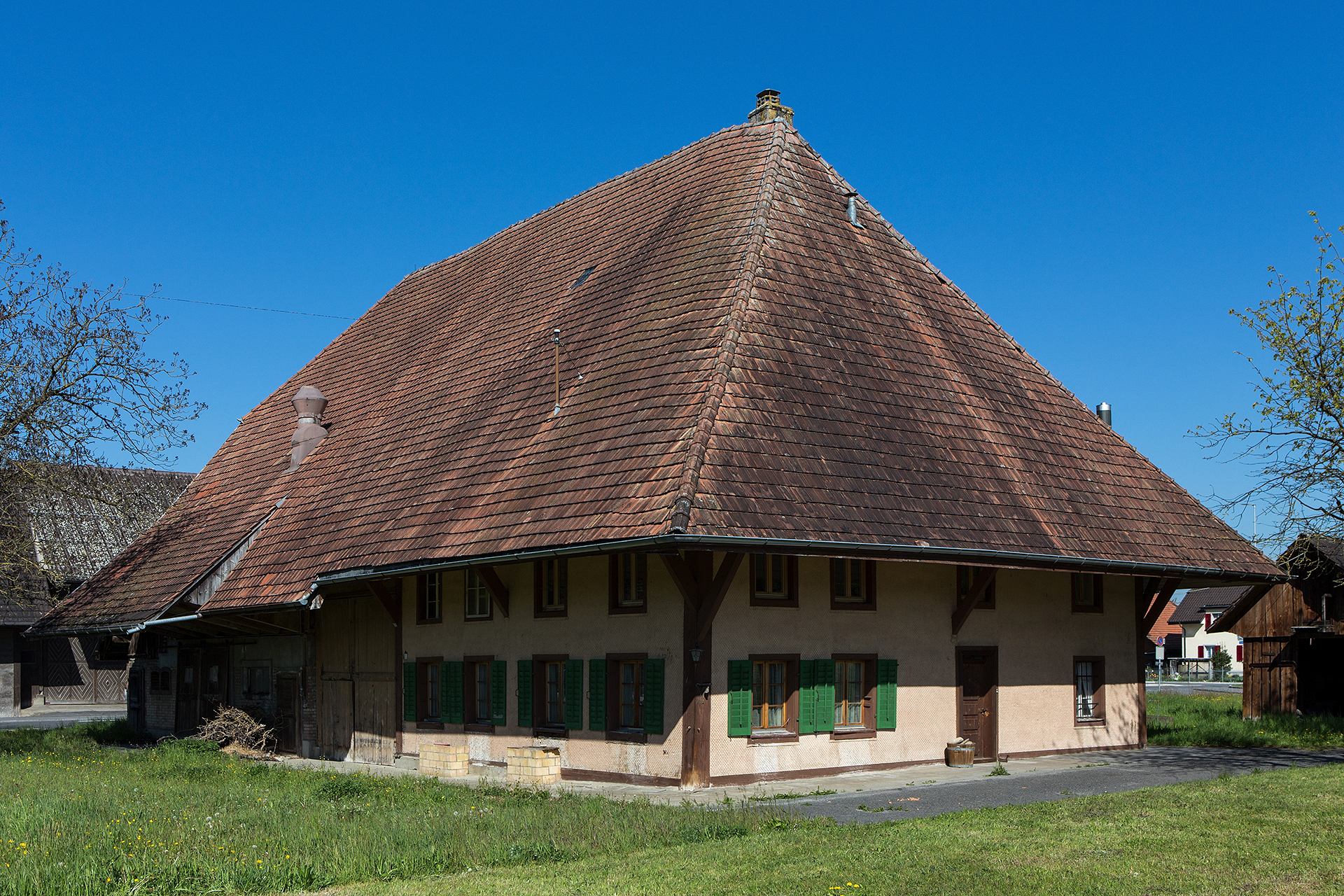
Bauernhaus
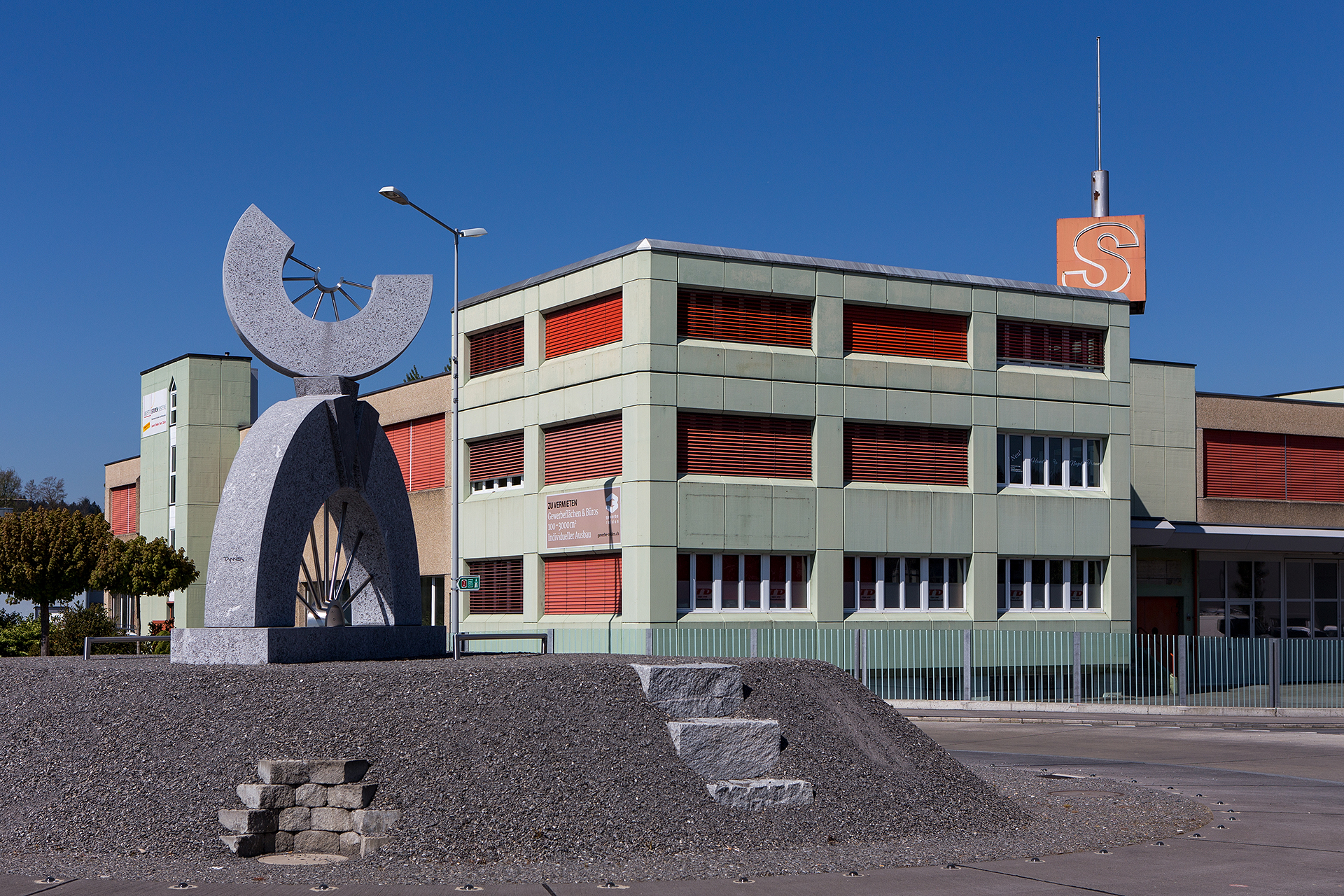
Kreisel, Gewerbezone Mehlsecken
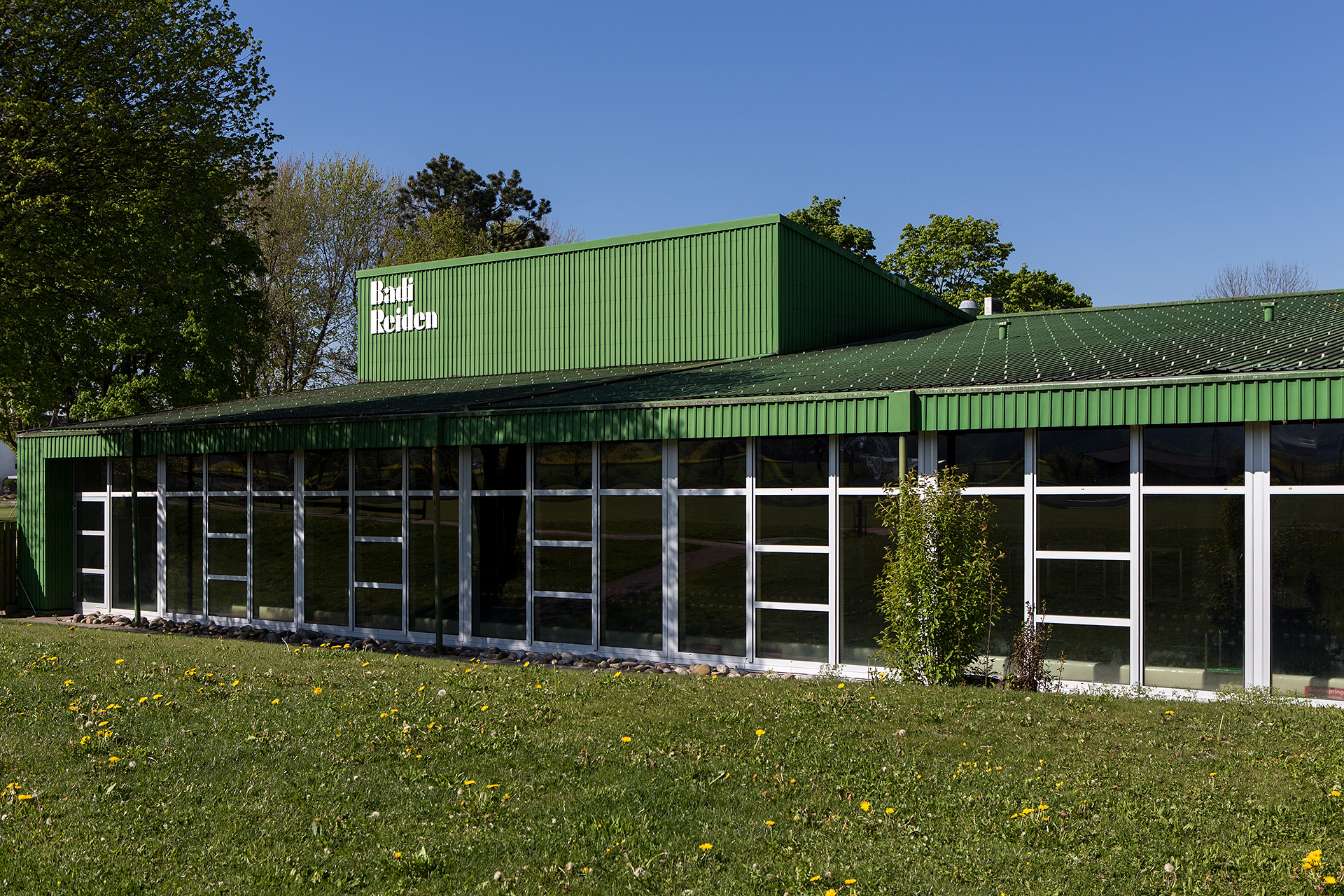
Schwimmbad
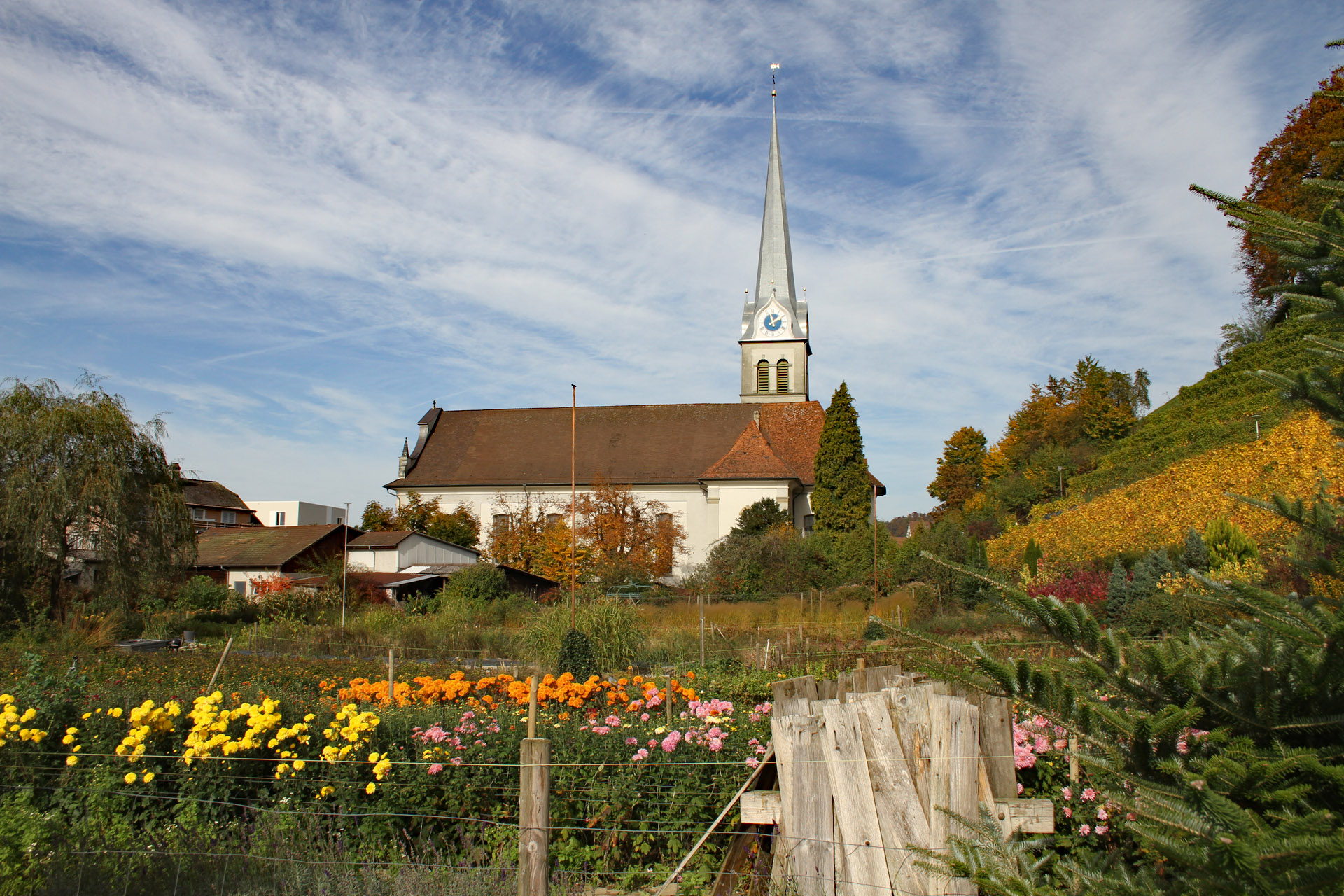
Katholische Kirche St. Bartholomäus und St. Johannes

## Persönlichkeiten
- Hermann von Liebenau (1807–1874), Arzt und Historiker, aufgewachsen in Reiden
- Robert Spreng (1890–1969), Fotograf und Kunstsammler, Bürger von Reiden
- Benno Gut (1897–1970), Benno Walter Kardinal Gut, Ehrenbürger von Reiden
- Huldrych Martin F. Koelbing (1923–2007), Augenarzt und Medizinhistoriker
- Rainer E. Gut (1932–2023), Bankmanager, Bürger von Reiden
- Josef Anton Geiser (1945–2007), Maler, geboren in Langnau bei Reiden
- Marianne Schroeder (* 1945), Komponistin und Pianistin
- Heinrich Müller (Musiker) (* 1946), Musiker und Journalist, aufgewachsen in Reiden
- Ruth Metzler (* 1964), Politikerin, heimatberechtigt in Reiden / ehemals Richenthal